# Ron Greenwood
Ronald „Ron“ Greenwood CBE (* 11. November 1921 in Worsthorne; † 9. Februar 2006 in Suffolk) war ein englischer Fußballspieler und Trainer.

## Leben
Ron Greenwood zog während der großen Depression nach London. Seine Karriere als Spieler begann er beim FC Chelsea in der Position des Verteidigers. Während des Zweiten Weltkrieges war er für die Royal Air Force in Nordirland und hatte hier ein Gastspiel bei Belfast Celtic. Im Jahr 1945 wechselte er von Chelsea nach Bradford Park Avenue und hatte hier 59 Einsätze.
1949 wechselte er zum FC Brentford, wo er 142 Ligaspiele absolvierte und ein Tor schoss. Nach drei Jahren kehrte er zu Chelsea zurück, kam dort in 65 Ligapartien zum Einsatz und wurde 1955 englischer Meister. Schließlich wechselte er zum FC Fulham, wo er 42 Ligaspiele absolvierte und 1956 seine Karriere als Spieler beendete. 1951 wurde Ron Greenwood ein Mitglied im Bund der Freimaurer, seine Loge war die Proven Fellowship in London.
Nachdem er als Spieler aufgehört hatte, wurde er Trainer. Er betreute Eastbourne United und die Oxford University und entdeckte hier Sir Harold Thompson. Die englische U-23-Nationalmannschaft trainierte er, während er gleichzeitig unter George Swindin Assistenztrainer des FC Arsenal war.

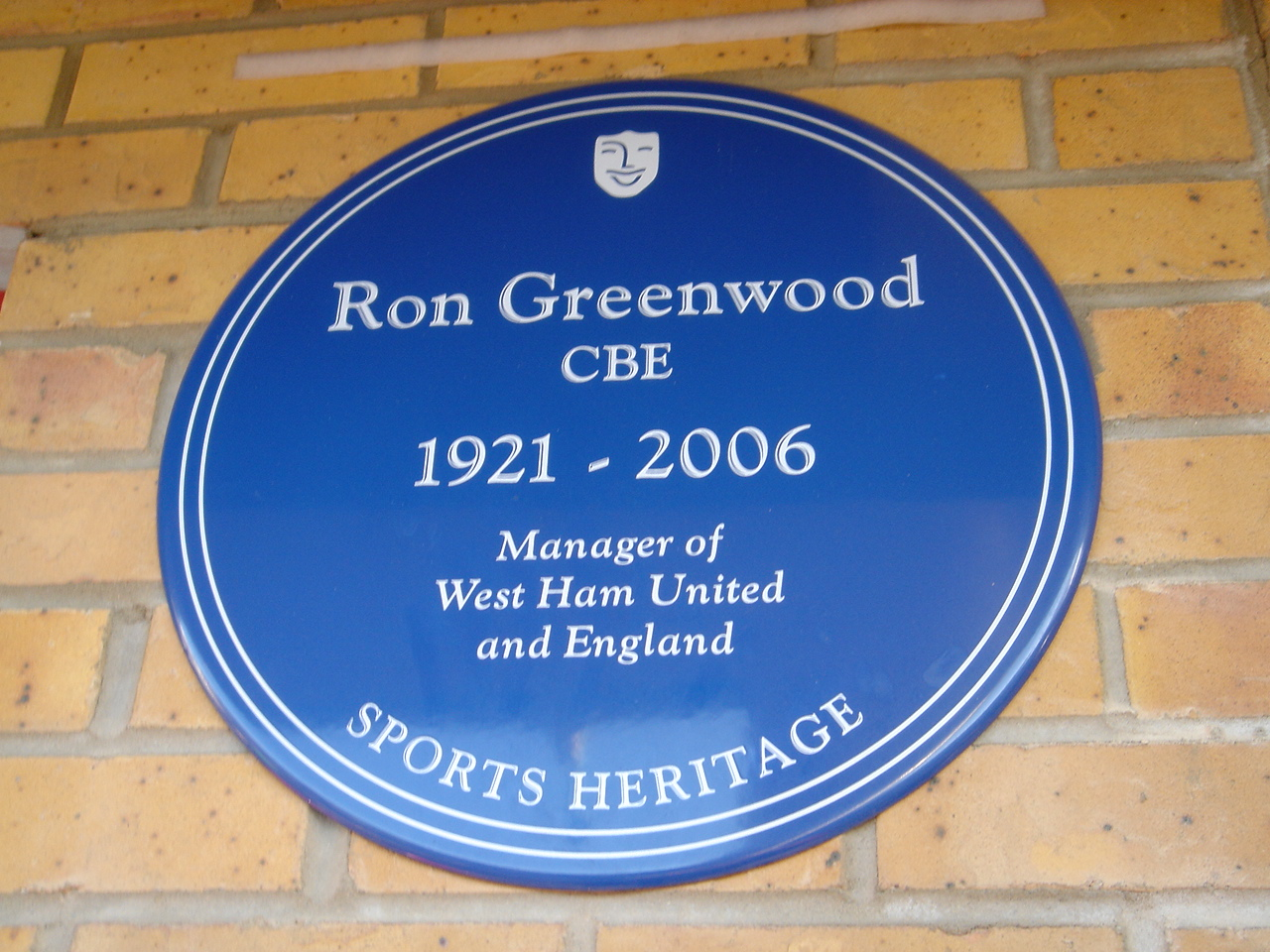
Ehrentafel für Ron Greenwood bei West Ham United

1961 wurde er Trainer von West Ham United. Greenwood war maßgeblich an den Erfolgen von West Ham beteiligt. Er entwickelte die Weltmeister von 1966 Bobby Moore, Geoff Hurst und Martin Peters und gewann mit West Ham 1964 den FA Cup und 1965 den Europapokal der Pokalsieger. Nach dem Rücktritt von Don Revie wurde Greenwood 1977 vorerst temporär und später vollverantwortlicher Trainer der englischen Nationalmannschaft. Unter Greenwood qualifizierte sich England für die Europameisterschaft 1980 und die Weltmeisterschaft 1982, konnte aber keinen Titel gewinnen. Greenwood trat nach der WM 1982 zurück.

## Erfolge
- als Spieler
  - Englische Meisterschaft: 1955
- als Trainer
  - Europapokal der Pokalsieger: 1965
  - FA Cup: 1964
  - FA Youth Cup: 1963